# Appellationsgerichtshof Mailand
Der Appellationsgerichtshof Mailand ist ein italienisches Appellationsgericht (Corte d’appello), das im Justizpalast Mailand ansässig ist.

## Gerichtsbezirk
Neben dem Appellationsgerichtshof Mailand gibt es in der Region Lombardei in Brescia noch ein weiteres Gericht dieser Art. Der Appellationsgerichtshof in Mailand ist auf dem Gebiet der ordentlichen Gerichtsbarkeit für die westlichen und nördlichen Teile der Region zuständig. In seinem Gerichtsbezirk sind ihm insgesamt neun Landesgerichte (tribunali) nachgeordnet. Diese befinden sich in Busto Arsizio, Como, Lecco, Lodi, Mailand, Monza, Pavia, Sondrio und Varese. Unter den Landesgerichten stehen die Friedensgerichte. Übergeordnet ist dem Appellationsgerichtshof lediglich der Kassationsgerichtshof in Rom.
Beim Appellationsgerichtshof Mailand befindet sich ein Schwurgericht zweiter Instanz (corte d’assise d’appello), eine Generalstaatsanwaltschaft (procura generale) mit einem Generalprokurator an der Spitze, sowie ein Jugendgericht (tribunale per i minorenni) mit dazugehöriger Staatsanwaltschaft. Hierbei handelt es sich jedoch um eigenständige Organe.

## Geschichte
Der Appellationsgerichtshof Mailand wurde 1815 im Königreich Lombardo-Venetien eingerichtet. Es war zweitinstanzliches Gericht für die Lombardei. Die erste Instanz waren die Landesgerichte (tribunale provinciale oder tribunale di prima istanza).
Nach der Niederlage im Sardinischen Krieg musste Österreich die Lombardei mit dem Frieden von Villafranca 1859 an Frankreich abtreten. Im Vertrag von Turin von 1860 mit dem Königreich Sardinien wurde das Gebiet gegen Nizza und Savoyen getauscht, so dass die Lombardei 1861 Teil des neu gebildeten Königreiches Italien wurde. Damit wurde der Appellationsgerichtshof Mailand zu einem italienischen Corte d’appello.

## Gerichtsgebäude
Der Appellationsgerichtshof hat seinen Sitz im Justizpalast in der Via Freguglia in Mailand. Das Gebäude stammt aus der Zeit des italienischen Faschismus.

## Bekannte Richter und Generalstaatsanwälte
- Alfonso Marra
- Edmondo Bruti Liberati